# FIM-43 Redeye
FIM-43 Redeye  — американський переносний зенітно-ракетний комплекс, призначений для ураження низько летючих вертольотів і літаків супротивника на зустрічних і паралельних курсах в простих умовах. Комплекс прийнятий на озброєння у 1968 році.

## Історія

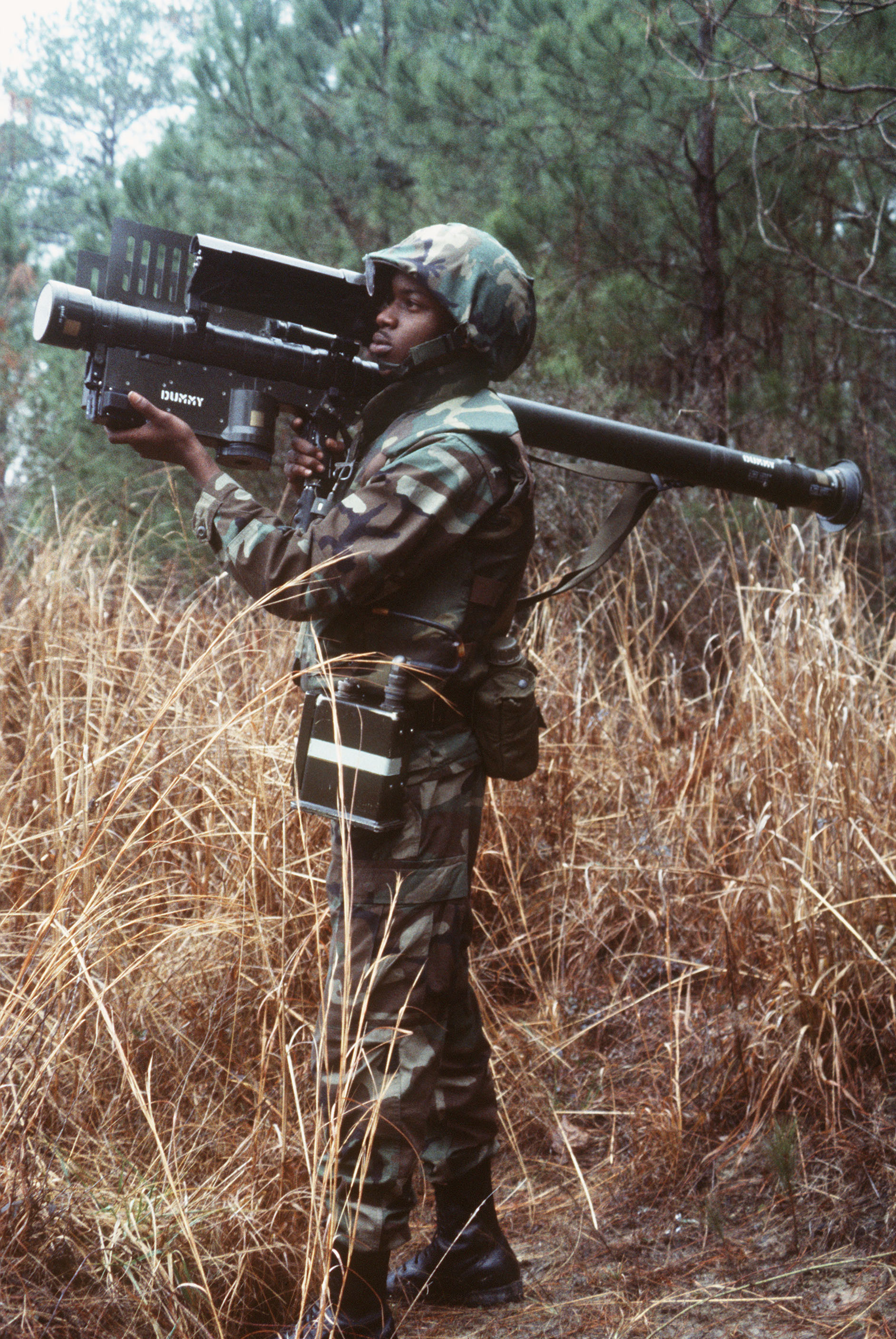
ПЗРК Redeye.

У 1948 американська армія видала специфікацію на розробку нового озброєння для боротьби з реактивними літаками. В середині 1950-х фірма Convair почала роботи с розробки зенітно-ракетного комплексу, який міг би використовуватися мобільно. В листопаді 1956 розробка була офіційно представлена Армії та Корпусу Морської Піхоти. Через 2 роки фірма отримала контракт на розробку ПЗРК.
До травня 1961 комплекс був готовий, але серійне виробництво було затримано як через технологічні проблеми, так і через невідповідність вимогам військових — ракета була повільніша та менш маневрова. Але обмежене виробництво під назвою XM41 Redeye Block I було таки розпочато. В червні 1963 ракета отримала назву XMIM-43A. В 1964 почалась розробка модифікації XM41E1 або XMIM-43B.
В 1965 фірма General Dynamics почала розробку фінальної версії Redeye Block III (заводська назва ракети XFIM-43C). На військових випробуваннях ракета вразила мішень QF9F на висоті 100 метрів. Вважалося що на такій висоті ймовірність ураження цілі типу МіГ-21 мала 0,403, вертольота типу Мі-6 — 0,53, транспортного літака типу Ан-12 — 0,43. Виробництво системи Block III почалося в травні 1967.
Ряд серйозних недоліків комплексу Redeye, що виявилися в процесі експлуатації, стимулював початок розробки в 1972 ПЗРК нового покоління, який отримав найменування Stinger. Виробництво комплексу Redeye було завершене в 1969. Всього випущено більше 85 тисяч комплексів. В 1982 комплекси були передані в частини Національної Гвардії. ПЗРК Redeye остаточно зняті з озброєння американської армії в 1995.

## Модифікації
- Block I FIM-43/XFIM-43A/XMIM-43A
- Block II FIM-43B/XFIM-43B/XMIM-43B
- Block III FIM-43C/XFIM-43C. Серійна версія.
- XFEM-43C. Експериментальна ракета.
- FIM-43D Модифікована версія ракети, ТТХ невідомі.

## Бойове застосування
Поставлені в Іран комплекси використовувались в війні з Іраком 1980—1988. Наприкінці 1984 ЦРУ відправило невелику партію Redeye моджахедам в Афганістан. Всього за 1984-85 моджахеди за допомогою ПЗРК збили два Мі-24Д і один Су-25.
Комплекси передавались також нікарагуанським «контрас» — за їх допомогою було збито мінімум 4 Мі-8 нікарагуанських ВПС.

## Експлуатанти
- Хорватія[4]
- Сальвадор[5]
- Швеція. Виготовлявся за ліцензією під назвою RBS 69[6]
- США
- Афганістан (повстанці)
- Данія. Мав місцеву назву Hamlet.
- Греція
- Іран. На озброєнні залишались ще наприкінці 1990-х.
- Ізраїль
- Японія
- Пакистан
- Південна Корея
- Таїланд
- Туреччина
- Західна Німеччина